# Amager Orienteringsklub
Amager Orienteringsklub - AMOK, er en dansk orienteringsklub, der hører hjemme i København. Klubben blev stiftet i 2008 og er indtil videre Danmarks yngste orienteringsklub. Klubben er organiseret under Dansk Orienterings-Forbund  og Danmarks Idræts Forbund.

## Historie
Amager Orienteringsklub blev stiftet 20. oktober 2008 i Tårnby Kommune, og har i dag godt 110 medlemmer.
Klubben blev i 2019 kåret til Årets Orienteringsklub af Dansk Orienterings-Forbund. Klubben blev fremhævet for at arrangere den nyskabende AMOK Metr-O Cup i hovedstadsområdet som tiltrækker en del nye løbere til sporten. Klubben blev samme år også nomineret til Danskernes Idrætspris af DIF og DR P4, hvor klubben blev nr. 6 i den samlede kåring på landsplan.
Klubben startede i turneringssammenhænge i østkredsens 6. division, og det er indtil nu lykkedes at rykke op hvert fjerde år. Første oprykning kom i 2013, hvor AMOK rykkede op i 5. division. Siden er det lykkedes at gentage oprykningen i både 2017 og i 2021 så klubben nu løber i 3. division.
Klubbens stiftende formand var Jens Jørgen Lykkegaard (2008 - 2013). Derefter var Tøger Gralle Nørgaard formand i 2014 - 2015. Siden 2016 har klubbens formand været Rolf Andersen.

## Aktiviteter
Klubbens mest kendte løb er AMOK Metr-O Cup som siden 2019 har tiltrukket 800-1.000 deltagere fordelt over fire tirsdage. Klubben har i en årrække arrangeret "Vinterlang" den sidste søndag i januar, hvor de længste distancer er på 16–18 km. Hovedparten af klubbens træningsløb foregår som orienteringsløb i byområder i København og på Frederiksberg, men klubben løber også skovorienteringsløb i Kongelunden og Pinseskoven.
Klubben har tegnet orienteringskort over skovområderne Kongelunden, Amager Fælled og Pinseskoven og byorienteringskort over bl.a. Dragør, Kastrup, Tårnby, Amager Strandpark, Naturcenter Amager, Holmen, DR-Byen, Islands Brygge, Teglholmen og Østre Anlæg. Derudover har klubben produceret en række skolekort, der benyttes i idrætsundervisningen på de pågældende skoler.
Klubben har siden stiftelsen haft et stadigt stigende antal medlemmer og rundede 110 medlemmer i efteråret 2021. Klubben har udviklet sig til en breddeklub med en bred base af løbere i alle aldre og relativt få eliteløbere. Som mange andre orienteringsklubber er det ikke lykkedes for Amager OK at skabe en stabil ungdomsafdeling. I stafetsammenhænge deltager klubbens løbere sammen med OK Skærmen og Politiets Idrætsforening.

## Fodnoter
1. ↑  DO-F's medlemsklubber Arkiveret 21. september 2020 hos  Wayback Machine Dansk Orienterings-Forbund
2. ↑  "DOF'S repræsentantskab mødtes i Brøndby". Arkiveret fra originalen 24. september 2020. Hentet 9. september 2020.
3. ↑  Dansk Orienterings Forbund: Cowi-ligaen 2013 (Webside ikke længere tilgængelig)
4. ↑  Dansk Orienterings Forbund, COWI-ligaen 2017 (Webside ikke længere tilgængelig)